# Vochysia ingens
Vochysia ingens är en tvåhjärtbladig växtart som beskrevs av Adolpho Ducke. Vochysia ingens ingår i släktet Vochysia och familjen Vochysiaceae. Inga underarter finns listade i Catalogue of Life.